# Puck van Heel
Gerardus Henricus „Puck” van Heel (ur. 21 stycznia 1904 w Rotterdamie, zm. 18 grudnia 1984 tamże) – holenderski piłkarz, grający na pozycji środkowego pomocnika.
Z reprezentacją Holandii, w której barwach rozegrał 64 mecze, brał udział w mistrzostwach świata 1934 i 1938. Przez siedemnaście lat był zawodnikiem Feyenoordu, z którym pięciokrotnie zdobył mistrzostwo i trzykrotnie Puchar kraju.

## Sukcesy piłkarskie
- mistrzostwo Holandii 1924, 1928, 1936, 1938 i 1940 oraz Puchar Holandii 1930 i 1935 z Feyenoordem Rotterdam

W barwach Feyenoordu Rotterdam rozegrał 332 mecze i strzelił 43 goli.
W reprezentacji Holandii od 1925 do 1938 roku rozegrał 64 mecze – uczestnik mistrzostw świata 1934 (runda grupowa) i 1938 (runda grupowa).